# АЭС в Джизакской области Узбекистана
Атомная электростанция в Джизакской области — первая АЭС в Узбекистане, запланированная на ввод в эксплуатацию в 2029 году. По плану АЭС общей мощностью в 330 МВт будет состоять из шести энергоблоков малой мощности с реакторами РИТМ-200Н.
Изначально планировалось строительство электростанции большой мощности — от 2400 МВт до 4800 МВт. Позднее, в 2024 году, был заключён договор на строительство АЭС малой мощности — 330 МВт. Для реализации этого проект будет создан международный консорциум. В качестве основного подрядчика проекта выступил «Росатом», также будут привлечены неядерные технологии из Китая и европейский стран.

## История
Еще в 80-е годы XX века поднимался вопрос о строительстве в Узбекской ССР атомной электростанции. Тогда по итогам изысканий было определено более 70 потенциальных площадок для АЭС.
По словам заместителя директора Института ядерной физики АН Узбекистана Ильхама Садикова, после того, как в 2001 году вопрос строительства АЭС в республике был поднят вновь, эта тема оказалась под запретом. Считалось, что атомные электростанции в стране строить нельзя из-за высокой сейсмической активности в регионе.
Узбекистан рассматривал варианты строительства АЭС компаниями из США, Китая, Франции, Южной Кореи. Тем не менее, окончательный выбор был сделан в пользу России. Как утверждает глава агентства «Узатом» Джурабек Мирзамахмудов, данное решение было принято «сугубо исходя из экономических интересов республики» и не является «спонтанным или политическим».
29 декабря 2017 года правительства России и Узбекистана заключили соглашение о сотрудничестве в атомной энергетике. Подготовка документа заняла полгода. После подписания соглашения глава «Росатома» Алексей Лихачев заявил: «Наше предложение — строить здесь, в Узбекистане, станцию из двух блоков поколения „3+“ ВВЭР-1200 в те сроки, которые узбекская сторона посчитает приемлемыми для себя. Наш опыт строительства таких станций весьма солидный».
Выступая 5 января 2018 года на внеочередной сессии Кенгаша народных депутатов Ташкентской области, президент Узбекистана Шавкат Мирзиёев прокомментировал подписанное соглашение:
Впервые в истории подписано соглашение о строительстве АЭС, мы думаем о завтрашнем дне. Нужно задаться вопросом, что достанется будущему поколению.
В конце марта 2018 года было отобрано порядка 10 потенциальных площадок для строительства АЭС.
19 июля 2018 года было учреждено Агентство по развитию атомной энергетики при Кабинете Министров Республики Узбекистан («Узатом»). В феврале 2019 года агентство вошло в состав вновь образованного Министерства энергетики Узбекистана.
20 июля 2018 года в целях подготовки высококвалифицированных специалистов в области ядерной физики, в том числе для нужд энергетики, был учрежден филиал МИФИ в Ташкенте.
7 сентября 2018 года в Москве было подписано соглашение о строительстве АЭС на территории Узбекистана.
9 октября 2018 года стало известно, что приоритетной площадкой для строительства АЭС выбрана местность возле Тудакульского водохранилища на границе Бухарской и Навоийской областей. Позже она была заменена на местность рядом с озером Айдаркуль в Фаришском районе Джизакской области, на границе c Навоийской областью.
19 октября 2018 года в ходе государственного визита президента России в Узбекистан состоялась церемония, посвященная началу реализации проекта по строительству первой АЭС в Узбекистане. Владимир Путин и Шавкат Мирзиёев нажатием символической кнопки дали команду к началу инженерных изысканий для выбора площадки строительства станции.
6 февраля 2019 года в целях реализации проекта по строительству АЭС на территории Республики Узбекистан при Агентстве «Узатом» образована Дирекция по строительству АЭС, которая является единым заказчиком строительства объекта, и которая в будущем будет трансформирована в эксплуатирующую организацию объектов атомной энергетики республики.
7 февраля 2019 года президент Узбекистана утвердил Концепцию развития атомной энергетики в Республике Узбекистан на период 2019—2029 годов и «дорожную карту» по её реализации. Согласно планам, для финансирования строительства АЭС будет привлечен государственный кредит Российской Федерации. Сам проект по возведению электростанции был разделен на 3 основных этапа:
- 2019—2020 годы — выбор площадки и лицензирование размещения АЭС;
- 2020—2022 годы — проектирование АЭС и объектов ее внешней инфраструктуры;
- 2022—2030 годы — строительство и ввод в эксплуатацию АЭС[18].

По словам Джурабека Мирзамахмудова, первый энергоблок атомной электростанции планировалось запустить в 2028 году, второй — через 18 месяцев после даты запуска первого.
2 мая 2019 года глава МИД России Сергей Лавров после переговоров с руководством Узбекистана заявил, что страны договорились о площадке, где будет строиться АЭС.
15 мая 2019 года стало известно, что первый этап инженерных изысканий по выбору площадки будущей АЭС завершен.
16 мая 2019 года «Росатом» и Министерство энергетики Узбекистана утвердили «дорожную карту» по реализации в 2019—2020 годах основных мероприятий по строительству атомной станции. В частности, документ оговаривает процесс подготовки сопутствующей документации.
17 мая 2019 года ГУП «Дирекция по строительству АЭС» агентства «Узатом» и АО «Атомстройэкспорт» заключили контракт на выполнение инженерных изысканий на площадке строительства АЭС для разработки технического проекта АЭС.
31 мая 2019 года стало известно, что приоритетной площадкой размещения АЭС определена местность вблизи озера Тузкан, воду из которого предполагается использовать для охлаждения реакторов.
10 июля 2019 года министр энергетики республики Алишер Султанов заявил, что Узбекистан планирует построить два дополнительных энергоблока атомной электростанции по 1,2 ГВт в дополнение к уже намеченному комплексу: «Два блока, которые мы строим по 1200 МВт, следом будет еще два блока. Площадка выбирается с учетом того, чтобы расположить там четыре блока».
В последующие годы даты начала и окончания стройки менялись дважды: первоначально старт был запланирован на 2020 год, первый раз начало строительства было перенесено на 2022 год.
В июне 2022 года замминистра энергетики Узбекистана Шерзод Ходжаев сообщал, что российский проект «сильно проигрывает» другим видам генерации и что стороны обсуждают вопрос о снижении затрат на строительство АЭС. В июне 2023 года начальник управления атомной энергетики и ядерных технологий агентства «Узатом» Касым Тохтахунов заявил о том, что реализация проекта идёт по графику, тем не менее активная фаза работ все еще не была начата, а датой окончания проекта назывался не 2028 год, а 2033 год.
27 мая 2024 года, в ходе визита президента РФ Владимира Путина в Узбекистан, в изначальное межгосударственное соглашение о строительстве АЭС большой мощности были внесены поправки на возможность строительства атомной станции малой мощности (АСММ). В тот же день были подписаны документы по строительству АСММ мощностью 330 МВт (шесть реакторов мощностью 55 МВт каждый) в Джизакской области у озера Тузкан. Контракт был заключён между дирекцией по строительству АЭС при Агентстве по атомной энергии при Кабинете министров Узбекистана и компанией «Атомстройэкспорт» (подразделение «Росатома»). «Росатом» выступил генеральным подрядчиком строительству АСММ, к строительству также будут привлечены узбекские компании. Тепловая мощность РИТМ-200Н — 190 МВт, электрическая — 55 МВт, срок службы — до 60 лет. Реакторы серии РИТМ-200 ранее использовались только на российских ледоколах. Стоимость реализуемого проекта не раскрывается. Финансирование с узбекской стороны.
В июне 2024 года советник директора Агентства по атомной энергии («Узатом») Касым Тохтахунов сообщил, что референдума по вопросу о строительстве АЭС не будет, государство ограничится лишь общественными слушаниями.
В октябре 2024 года сообщалось о международном статусе проекта по постройке АЭС в Узбекистане, таким образом, что «ядерный остров» будущей АЭС будет реализовываться российским «Атомстройэкспортом», а для возведения «вспомогательного объекта» будут подключены дополнительные международные компании.
В ноябре 2024 года главы узбекистанского «Узатома» и китайского подразделения CNNC достигли договорённости по сотрудничеству с CNNC в области мирного использования атомной энергии. Было рассмотрена возможность освоения опыта Китая в сфере строительстве АЭС и изучено применимость китайских малых модульных реакторов (ММР) в Узбекистане для реализации последующих потенциальных проектов.
В начале 2025 года глава «Узатома» Азим Ахмедхаджаев сообщил, что для строительства малой АЭС в Узбекистане будет создаст международный консорциум. Президент Узбекистана также отметил, что проект должен иметь международный характер с привлечением различных международных структур, добавив, что будут применены не только российские технологии, но и неядерные технологии из Китая, а также различное программное обеспечение и аппаратные комплексы из Европы. Чтобы снизить водопотребление в проект привлекут «нестандартные подходы», такие как сухие градирни венгерского либо китайского производства. Также сообщалось, что филиал российского Национального исследовательского ядерного университета МИФИ в Ташкенте окончили 117 специалистов, которые начали получить опыт, а позже будут принимать участие в реализации проекта. 

### Строительство
В апреле 2025 года стартовало строительство площадки для АЭС малой мощности с 6-ю реакторами РИТМ-200н. На территории объекта разместят здания администрации, склады, производства и цеха сборки, затем — здания АСММ, сообщает Узатом.

## Критика
Неясная конечная стоимость строительства АЭС большой мощности и длительность постройки указываются среди слабых сторон проекта. Среди других потенциальных проблем называются политические и экологические факторы. 
Научный сотрудник Центра современной Центральной Азии и Кавказа Школы восточных и африканских исследований, Алишер Ильхамов, в 2021 году писал, что «за 10 лет строительства атомной электростанции другие источники могут произвести гораздо большее количество энергии и намного быстрее». Ильхамов отмечал, что стоимость солнечной энергии находится в пределах 39-48 долларов США за мегаватт-час (МВтч), в то время как стоимость ядерной энергии составляет 120-205 долларов США за мегаватт-час (МВтч). К тому же, солнечная электростанция может быть построена за несколько месяцев. Также критики проекта указывают на потенциальную политическую зависимость, от страны кредитора и исполнителя контракта на строительство АЭС. Среди других потенциальных негативных эффектов строительства АЭС указывается проблема использования водоёма для нужд станции в засушливом регионе.